# Стефан Вълдобрев
Стефан Костадинов Вълдобрев е български актьор, композитор, музикант, певец, филмов режисьор. Завършил е Националната академия за театрално и филмово изкуство (НАТФИЗ) в София.
В началото на 90-те години на XX век Вълдобрев се налага основно със своите песни, които се превръщат в хитове, и го правят изключително популярен на българската музикална сцена, носейки му поредица от отличия, между тях и двете поредни награди за най-добър изпълнител на Телевизия ММ. Въпреки това за него приоритетна е актьорската кариера и той взима участие в голям брой жанрово разнообразни представления, поставени от някои от най-изтъкнатите български режисьори на сцените на Народния театър, Театър „Българска армия“, Младежки театър, Ла Страда, Сатиричен театър, Драматичия театър в Пловдив. В същото време Вълдобрев проявява траен интерес към театралната и филмова музика, материализирал се в написването на партитурите за над 70 спектакъла и 20 игрални и документални филма, които му спечелват признание и професионален престиж. През 2000 г. получава първата си „Златна роза“ за филмов дебют за саундтрака към филма „Пансион за кучета“. През 2008 г. композира музиката за филма „Светът е голям и спасение дебне отвсякъде“, донесъл на екипа завиден брой международни награди и достигнал до шортлистата за „Най-добър чуждоезичен филм“ на Американската филмова академия „Оскар“.
В началото на XXI век Стефан Вълдобрев постепенно се отдалечава от театралната и музикалната сцена и въпреки че продължава да играе в значими представления като „Много шум за нищо“, „Братя Карамазови“, „Майстора и Маргарита“, „Комедия на слугите“, „Евридика“, „Предградие“, „Хамлетмашината“, той взима решение да концентрира усилията си основно в киното. През 2004 г. прави силен дебют във филма на Станимир Трифонов „Изпепеляване“, за който получава втората си „Златна роза“, този път за най-добра мъжка роля.
През 2006 г. Вълдобрев заминава за Прага, където специализира кинорежисура във Филмовия и телевизионен факултет на Академията за сценични изкуства. След дипломирането си работи върху няколко късометражни проекта, видеоклипове и телевизионния спектакъл 100 години Тодор Колев. През 2010 г. прави режисьорския си дебют с документалния филм „Манчестър Юнайтед от Свищов“, който се радва на впечатляващ фестивален и телевизионен път, попадайки в официалната селекция или конкурсната програма на някои от най-престижните световни кино-форуми: IDFA Амстердам, Hot Docs Торонто, Сараево Филм Фест, Загреб Докс, Фестивалът във Варшава, Пазара на Кинофестивала в Кан.
В края на първото десетилетие на XXI век Стефан Вълдобрев отново започва репетиции, включвайки се в трилогията на забележителния млад драматург Яна Борисова и режисьора Галин Стоев: „Малка пиеса за детска стая“, „Приятнострашно“ и „Хората от Оз“. Трите представления на Театър 199 се превръщат в събития за театралния живот на България.
През 2012 г. се случва и друго едно завръщане – след десетгодишно отсъствие от музикалната сцена, Стефан Вълдобрев решава да събере отново групата, с която работи през 90-те години на XX век под името „Стефан Вълдобрев и Обичайните заподозрени“. Те възобновяват концертната си дейност и оттогава изнасят стотици концерти в България и чужбина. Албумът „10½“ и хитовете в него добиват огромна популярност, като най-емблематична е песента „По-полека“, която през декември 2020 г. е избрана за Песен на десетилетието от слушателите на БГ Радио. Групата печели и наградите на радиото за най-добра българска група през 2020, 2022 и 2025 г.
През 2025 г. Стефан Вълдобрев  е отличен с наградата “Златно перо” за своя принос към българската култура и изкуство.

## Произход и младежки години
Стефан Вълдобрев е роден в Стара Загора в семейство на двама машинни инженери – Мария и Костадин Вълдобреви. Майка му е от род на македонски бежанци, заселили се в Родопите, Велинград. Родът на баща му е от подбалканското село Шейново. Има по-голяма сестра, Ива.
От малък увлеченията му са свързани с футбола и различните видове изкуства. По неговите собствени думи: „Блокът, в който живеех, се намираше по средата на един магичен Бермудски триъгълник, в който влизах и се изгубвах – стадиона, цирка и киното. Прекарвах цялото си време там – ритайки топка, обикаляйки между фургоните на лунапарка, виждайки се с приятели, разигравайки сцени от филма, който току-що сме гледали. Губехме представа за времето и не забелязвахме кога навън се е стъмнило. Училището беше наблизо, но никога не можа да стане част от този триъгълник“.
В продължение на седем години Стефан ходи на уроци по пиано, но го чувства по-скоро като задължение. Отказва се и през следващите пет години се отдава на класическата китара. По това време започва да проявява интерес и към актьорството и решава да се присъедини към Младежки театър „Съвременник“ – самодеен състав в градското читалище, воден от Ради Радев. Читалището не след дълго се превръща във втори дом за него – репетиции на сцената, уроци по китара в мазето, кръжок за поезия на тавана, съчиняване на мелодии за собствените му стихове. На 17 прави актьорския си дебют с ролята на Краля в Шекспировата „Напразни усилия на любовта“, а на 18-годишна възраст изнася и първия си концерт с изцяло авторски песни. Сформира също така и рок група, наречена „Алея Аля“, с която свирят пред приятели и осъществяват няколко полупрофесионални студийни записа.
През 1984 г. Стефан е приет в Езиковата гимназия в родния си град. България все още е страна с комунистически режим, но по това време този тип училища са места с по-либерална атмосфера и по-модерни взаимоотношения между преподаватели и ученици. Скоро учителите забелязват блуждаещия ум на Стефан и липсата на концентрация в час и намират персонален подход, който да провокира по-лесното усвояване на английския речник – най-редовно домашната му работа се състои в това вечер да вади текста на нова песен, да я разучава и на другия ден да я изпее с китарата си пред класа, обяснявайки значението на непознатите думи в нея на съучениците си. Тези почти ежедневни концерти в класната стая се превръщат в доста сериозна и ползотворна школа за него, защото по-късно, когато обикаля Черноморските курорти и Германия като уличен музикант, той вече има в репертоара си над 300 световни хита от всеки жанр.
През юни 1989 г. Вълдобрев влиза в Софийския университет със специалност английска филология, но се отказва, когато през септември преминава изпитите в Театралната академия и попада в класа на проф. Крикор Азарян и Тодор Колев. Този клас след години ще бъде титулуван като най-успешния за двамата легендарни преподаватели. Заедно със своите състуденти Галин Стоев, Мариус Куркински, Камен Донев, Стефка Янорова, Койна Русева, Касиел Ноа Ашер, Лилия Маравиля, Лиза Шопова, Стефан Денолюбов, Иван Урумов те стават основна част от Новата вълна на съвременния български театър.

## Кариера

### Актьор в театъра
Още от края на втори курс Вълдобрев и неговите колеги започват изявите си както на сцената на Учебния театър, така и на професионални сцени от ранга на Младежки театър, НДК и Театрална работилница „Сфумато“. Такива катапултиращи представления като „Градът на ангелите“, „Леонс и Лена“, „Дванайсета нощ“, „Агамемнон“, „Чехов Ревю“, „Черна дупка“ (за което получават колективен А’Аскеер за дебют) са само част от продукцията с тяхно участие, която излиза в периода 1991 – 1993 г. През юни 1993 г. Вълдобрев е назначен в трупата на Народния театър „Иван Вазов“, но тъй като през есента му предстои отбиване на редовната военна служба, се премества в Театър „Българска армия“. Там прекарва десет години като взима участие в поредица от значими постановки като „Войцек“, „Опит за летене“, „Много шум за нищо“, „Предградие“, „Евридика“, „Финале гранде“. През 1997 г. трупата на Теди Москов „Ла Страда“ и Театър „Българска армия“ започват партньорство, което води до продуцирането на три изключително успешни представления. Стефан става част от актьорския състав на хитовете „Майстора и Маргарита“, „Комедия на слугите“ и „Фантасмагории“, които се радват на завиден зрителски успех и през следващите пет години биват представяни на най-значимите Европейски театрални форуми, включително и фестивала в Авиньон.
2007 г. се оказва повратна в театралната му кариера. След известно отсъствие от сцената Вълдобрев се завръща като актьор на свободна практика за едно продължително и много плодотворно сътрудничество с режисьора Галин Стоев и забележителния млад драматург Яна Борисова. Спектаклите на Театър 199 „Малка пиеса за детска стая“, „Приятнострашно“ и „Хората от Оз“ се превръщат в събития за театралния живот на България и биват многократно награждавани за най-добро представление, най-добър текст и най-добър режисьор.
През 2019 г. Вълдобрев приема предизвикателството да участва в първия си мюзикъл – в ролята на Че Гевара в „Евита“, поставен от Пловдивската опера.

### Актьор в киното
През първите години на 90-те Вълдобрев има множество телевизионни изяви, свързани най-вече с Българската национална телевизия и нейната култова студентска програма Ку-ку. Въпреки успехите на малкия екран, мечтата му е за сериозни роли в киното и той постепенно навлиза във филмовия свят, приемайки в началото епизодични участия в чуждестранни продукции, снимащи се в България. Първата му по-значителна роля идва през 2000 г., когато изиграва лукавия комунистически активист Попадамчев в българо-македонската продукция на Костадин Бонев „Подгряване на вчерашния обед“. Следва главна роля на непохватен журналист, влюбен в приятелката на братовчед си, в комедийната игрална новела „Среща“. 2004 г. е годината на големия му пробив с главната роля в „Изпепеляване“ на Станимир Трифонов – любовна драма, чието действие се развива в следвоенна България. Изпълнението му на романтичния италиански доктор Енрико Корса, разделен насила от българската си съпруга и изпратен в концентрационен лагер, от където по-късно избягва, е оценено от критиката като „вглъбено, въздействащо и деликатно“ и му печели наградата „Златна роза“ за най-добър актьор. През 2007 г. играе в българо-американския политически трилър „Размени“ (Trade Routes), изпълнявайки ролята на Митко – експерт по политически предизборни кампании. Използвайки шанса да снима два епизода с изявения италиански актьор Серджо Кастелито, Вълдобрев прави кратка поява в италианската ТВ драма от 2007 г. „Пилотът“ (L'aviatore), влизайки в ролята на италиански евреин, спасен от фашистко преследване.
През 2008 г. си сътрудничи с режисьора Стефан Командарев в неговия високо оценен филм „Светът е голям и спасение дебне отвсякъде“, изигравайки ролята на българския емигрант в италиански бежански лагер Стоян. Филмът се радва на богата фестивална кариера, печели множество награди и номинации, има кино-разпространение в 72 държави и достига до шорт-листа за най-добър чуждоезичен филм на Американската филмова академия „Оскар“. Година по-късно Вълдобрев играе главна роля в „Стъклената река“ на Станимир Трифонов. Образът му е на отшелника Отец Петър – подлагащ вярата си на изпитание свещеник, който се опитва да разгадае тайната на свитък с Богомилски ръкописи и пресича пътищата си с появилата се в селото френска изследователка Елен Тибо.
През второто десетилетие на XXI век Вълдобрев прави няколко запомнящи се роли в някои от най-награждаваните български филми. През 2012 г. Вълдобрев играе главната роля в комедията „Миграцията на паламуда“ – роуд муви на режисьора Людмил Тодоров. Вълдобрев е бедният и мечтателен художник на икони Симо, който заедно със своя приятел и съселянин намира всевъзможни странни начини да се справя с живота, тръгвайки на тъжно-смешно пътуване до Черно море и обратно. Критиката определя филма като „една от най-фините комедии на съвременното българско кино“. През 2014 г. играе ролята на Док в „Потъването на Созопол“ на режисьора Костадин Бонев – филм, получил награда за най-добър актьорски ансамбъл на филмовия фестивал в Милано. А за участието си във филма „Далеч от брега“ (отново с режисьор Костадин Бонев) през 2018 г. Вълдобрев получава награда за поддържаща роля в чуждоезичен филм на филмовия фестивал във Валенсия..
През 2024 г. изиграва главната роля в сериала Алфа по Би Ти Ви и Би Ти Ви Екшън. Стефан Вълдобрев влиза в обувките на следователя Максим Ръсин.

### Композитор в киното и театъра
Още като студент в Театралната академия Вълдобрев е канен да композира за почти всяко представление, в което играе. Това директно потапяне в творческия процес му помага за трупането на солиден опит. До края на своето дипломиране той вече има зад гърба си музиката за десетина представления. Неговата работа привлича внимание и особено след номинацията за А’Аскеер ’93 за музиката му към спектакъла „Дванайсета нощ“ той започва да получава множество покани за композиторски изяви на професионалната театрална сцена. Оттогава до днес Вълдобрев е автор на партитурите за над 70 спектакъла и 20 игрални и документални филма, получавайки за произведенията си горещи отзиви, награди и номинации.
През 1996 пише музика за две американски продукции, снимани в България: „Хубав живот“ (Good Life) и „Синдбад“ (Sindbad) – нискобюджетни филми от типа B-movie, правени за Азиатския видео пазар и никога не излизали на голям екран. По същото време композира и за няколко телевизионни проекта на Българската национална телевизия. През 1999 г. кино-режисьорът Стефан Командарев го кани за композитор на дебютния си филм „Пансион за кучета“. Вълдобрев пише както оркестровите теми, така и музиката и текста за шест песни, изпълнени от някои от най-изявените алтернативни групи по това време: Уикеда, Анимационерите, Стейн, Babyface Clan, Инфинити. Работата му донася наградата за дебют на Националния фестивал за игрално кино „Златна роза“. Парчетата биват издадени в първия български филмов саундтрак, който по-късно се радва на изключителен успех, а пилотната „Аз ли съм или не съм“, изпълнена от Стефан и Арабел Караян се превръща в една от класическите филмови песни на съвременното българско кино. Две години след това Командарев и Вълдобрев си сътрудничат отново в документалния проект „Азбука на надеждата“. През 2009 г. тяхното партньорство кулминира в игралния хит на режисьора „Светът е голям и спасение дебне отвсякъде“. Базиран на романа-бестселър на немския писател от български произход Илия Троянов и с Мики Манойлович в главната роля, филмът печели множество зрители и международни награди, влизайки в шорт-листа за „Оскар“ за чуждоезичен филм. След 2008 г. Вълдобрев започва да получава поредица покани за участие в европейски филмови копродукции, композирайки музиката за значителен брой игрални и документални филми като чешките „Мънисто“ (Kulicky), „Убийство по чешки“ (Killing the Czech Way), „Любов в гробницата“ (Love in the Grave), „Историята на господин Ласка“ (Otazky pana Laski), норвежкия „Можеш ли да говориш?“ (Can You Talk?) и словенския „Шоково състояние“ (State of Shock). През 2013 г. създава партитурите за историческия сериал на Българската национална телевизия, третиращ темата за спасяването на българските евреи „Недадените“, а през 2014 г. – за последния филм на Командарев „Съдилището“. Тъй като мащабите стават все по-големи, а сроковете в киното – твърде кратки, Стефан успява да събере и стикова компактен екип от съмишленици, като най-тясна е връзката му с неговия колега Веселин Караатанасов, с който сътрудничи върху оркестрациите.
Музикалният стил на Стефан Вълдобрев е трудно да бъде рамкиран и варира успешно в зависимост от основата на драматургичния текст или сценария. С течение на времето или според жанровите изисквания на дадена постановка или филм, Вълдобрев създава широк диапазон произведения – от лирични, ноктюрни сюити до балкански хора и духови ритми, от класически партитури за симфоничен оркестър или струнни квартети до етно-ембиънт пиеси, често привнасяйки ироничен привкус в използването на цигански мотиви, семпли джазови идиоми или циркови теми, базирани на додекафонията и абсурда. Артистични движения като Ню Романтисизъм, Постминимализъм или Уърлд Мюзик оказват определено влияние върху неговото творчество. Но ако трябва да се формулира някакъв основен отличителен белег за работата му, може би това е почти задължителната употреба на ясен и запомнящ се лайтмотив в мнозинството от неговите композиции.
Въпреки че познанията му идват главно от дванадесетте години пиано, класическа китара и солфеж, Стефан успява да изгради механизъм за дълготрайно професионално сътрудничество с някои от най-изтъкнатите български музиканти, джаз, рок и етно банди, класически оркестри и диригенти. Той често споделя мнението, че определено чувства липсата на академично музикално образование, но я компенсира с предимството да е актьор, композиращ за свои колеги актьори на сцената или на екрана. „В крайна сметка, ако си имал верните учители и те са били перфектни в дадена област на изкуството (какъвто беше моят случай), те могат да те научат на законите на изкуството по начин, който е приложим за всяка артистична сфера. Защото законите на изкуството са универсални. За мен няма разлика дали вая образ, композирам музика или пиша поезия за моите песни – всичко се свежда до умението да разказваш истории, да комуникираш правилно, да споделяш мисли и емоции. Да вълнуваш хората, представяйки им видения от твоя собствен свят“.

### Поп изпълнител
Стефан започва да създава песни, когато е на 17. В началото той по-скоро измисля с китарата си мелодии за своята поезия. На 19-годишна възраст изнася първия си солов концерт, който включва само негови авторски песни.
Паралелно с това през 1988 г. заедно с Младен Бобев и Пламен Чернев създават групата „Алея Аля“, която в стилово отношение изпълнява смесица от психаделичен арт рок с ню уейв и етно елементи. Те свирят основно за съученици и приятели и правят няколко полупрофесионални студийни записа, но впоследствие лентите се изгубват. Групата се разпада две години по-късно, когато Стефан заминава за София, където е приет да учи актьорско майсторство за драматичен театър в НАТФИЗ „Кръстьо Сарафов“.
В началото на 90-те улиците на София са изпълнени с екзалтация, революционен дух и усещане за свобода – перфектната среда за създаването на рок музика. Появяват се много нови имена и групи, които донасят свежа енергия, а концертният живот и издателската дейност вече не са под държавния контрол на току-що колабиралия социалистически режим. Въпреки крайно натоварената учебна програма в Театралната академия, Стефан никога не изоставя страстта си към пеенето и има огромно желание да се включи в зараждащата се нова музикална сцена.
Така решава да пробва и първия си професионален запис в звукозаписното студио на НАТФИЗ. Песента се нарича „Май“ – едно ню уейв парче с алтернативно звучене, което през същата 1992 г. прави премиерата си в ефира на Българското национално радио, включено в плейлистата от популярния музикален редактор Ана-Мария Тонкова.
Година по-късно вече, като част от екипа на студентска програма „Ку-ку“, той създава песента „Кино“, която се превръща в неговия първи запис, издаден на звуков носител, влизайки в дебютната им касета „Ръгай чушки в боба“.
През 1993 г. Ку-ку решават да продуцират първия му самостоятелен албум и Вълдобрев започва усилена подготовка за това събитие. Тъй като вече е професионален актьор с роли, ангажименти и сериозни намерения в областта на киното и театъра, Стефан си дава сметка, че ще му е трудно да поддържа свой постоянен бенд, затова решава да покани за записите опитни и изявени гост-музиканти. Редица изпълнители като Георги Дончев, Теодосий Спасов, Иво Папазов-Ибряма, Цветан Недялков, Калин Вельов, Ивайло Крайчовски, Иво Казасов взимат участие в сесиите осъществени във Второ тонстудио на БНТ, но трима от тях оформят бъдещото ядро на едно плодотворно и дългогодишно сътрудничество в записването на албуми и изнасяне на концерти пред публика – китаристът на ФСБ Иван Лечев, Стоян Янкулов – ударни и перкусии, Веселин Веселинов (Еко) – бас, контрабас. По-късно през 1999 г. се присъединява и вторият китарист Мирослав Иванов, който е част от групата и до днес.
Първоначално проектът е насочен към по-алтернативно рок звучене, а в стилово отношение парчетата са еклектична смес от гръндж, ню уейв, джаз и етно. Но в крайна сметка един неочакван „участник“ поема лидерството и хвърля мощната си сянка върху останалите песни в албума. „О-о-обичам те, мила“ – музикална шега, създадена от Стефан и неговия колега и приятел Камен Донев на връщане от театрално турне във Виена, когато изтощени от дългото и отегчително пътуване с автобуса, те взимат връзка ключове и гребенче и започват да редят безкрайни рими върху три акордовата структура на тази популярна бригадирска мелодия (оригиналът е от 1968 година и е на американския композитор и изпълнител Джо Саут). Когато се прибират в София, Стефан прави аранжимента, като включва в записа и беквокалите на група състуденти от НАТФИЗ. Сред тях се откроява характерният глас на Мая Бежанска, който става емблематичен за песента. Въпреки че тази хумореска е тотално различна като стил от всичко останало, тя е толкова запомняща се и лесно запеваема, че придобива светкавична и огромна популярност и продуцентите решават да кръстят на нейното име албума, който по-късно достига 130 000 тираж.
Този голям успех почти задължава Стефан, Камен и Мая да повторят посоката и през 1996 г. те се събират за още един съвместен проект – албумът „Революция“. Песните в него са базирани на български, балкански или цигански фолклор. Вълдобрев използва множество етно мотиви и инструменти, но вплетени деликатно в съвременен китарен саунд и леко ироничен музикален контекст. Революция отново се превръща в бестселър, от който излизат хитовете „Работа“, „Ивана“, „Ще ходиме на Варна“ и „Либе Тудоро“. Междувременно Вълдобрев издава колекция със свои театрални инструментални произведения, наречена „Една нощ в театъра“.
1998 г. се оказва повратна във всяко отношение за него. След тоталния успех на сингъла „Рай“, продуциран от Театър „Българска армия“ за реклама на спектакъла „Много шум за нищо“, Стефан чувства необходимост да се върне отново към поп и рок посоката, с която започва соловата си кариера. През октомври той приключва работа и пуска на пазара новия си албум „…към“, който се превръща в най-големия му професионален и комерсиален връх, оглавявайки всички национални чартове, изстрелвайки в ефира пет мега хита – „Рай“, „Едно“, „Към“, „Да“ и „Вълк“ и носейки на Вълдобрев наградите за най-добър изпълнител и най-добър албум на Годишните музикални награди на Телевизия MM. В музикално отношение „…към“ маркира една съществена и голяма промяна в развитието на Стефан и групата. Саундът и аранжиментите са пределно изчистени, въздействащи и абсолютно адекватни на актуалните тенденции от края на 90-те, доминирани от бритпопа и алтернативния рок. Боравенето с етно-мотиви е използвано по много деликатен и ненатрапчив начин, като те обикновено са загатнати или много тънко преплетени в предимно китарната звукова среда. Такъв е примерът с песента „Едно“, съчетаваща дилейните китари на Иван Лечев с гласа на народната певица Снежка Борисова. И до днес албумът „…към“ се смята от мнозина за един от най-значимите и влиятелни поп албуми на съвременната музикална сцена.
През следващите няколко години кариерата на Стефан Вълдобрев бележи перманентен възход. Той концертира активно, прави турнета за всеки от албумите си и създава общо 12 хита, изкачили се до номер едно в българските класации. Същевременно не спира да разширява диапазона на стиловите си търсения. Заедно с Арабел Караян и Инфинити през 1999 г. представя трип-хоп баладата „Аз ли съм или не съм“ от саундтрака на филма „Пансион за кучета“. Песента добива огромна популярност, а през същата година Вълдобрев дублира наградата си за най-добър изпълнител на Музикалните награди на Телевизия MM. Като следствие на всичко това представителството на музикалния гигант Юнивърсал мюзик за България Вирджиния рекърдс му предлага договор и той става първият български артист в техния каталог.
През 2000 г. Вълдобрев отново прави рязък и драматичен завой и постепенно се насочва към създаването на по-неконвенционални и нерадиофонични песни. Докато работи по записването на своя шести студиен албум „Пропаганда, Хромозоми, Силикон“, той започва да се увлича по експериментирането със звуци, секвенсери, семпли, китарни ефекти, ритъм луупове. Стреми се да постигне по-твърд индъстриъл звук, а композициите са по-многопластови, с по-разчупени хармонии и по-тъмни окраски. Текстовете засягат широк спектър от социални, философски и политически теми и се занимават с анализирането на контракултурата на едно зараждащо се хипер-консуматорско общество. Албумът е неочаквано елитарен, ревютата варират от сдържани до умерени и въпреки че от него излизат значими песни като „Пропаганда“, „Силикон“, „ЕксплоАдирам“ и „Хромозоми“, той не успява да достигне звездния статус на предишните продукции.
През 2001 г. Стефан решава да се отдаде основно на своята актьорска кариера и напуска за дълго музикалната сцена. Ако не се броят двете бутикови издания на „Opus Theatrale 1“ и „Opus Theatrale 2“, съдържащи солиден брой композиции, писани за театъра, за почти десетилетие той издава само три сингъла, които са, както сам се изразява, „да го поддържат във форма“. Два от тях са свързани с Музикалните награди на БГ Радио – през 2006 г. радиото продуцира песента „Фойерверк“, а на церемонията през 2009 г. Стефан изпълнява „Бряг с цвят най-зелен“, представяйки на широката публика младата бъдеща соул сензация Рут Колева. Песента промотира току-що излезлия на пазара саундтрак на „Светът е голям и спасение дебне отвсякъде“.
През този период Вълдобрев прави редки, но събитийни концертни изяви, акцентирайки основно на своята театрална и филмова музика с оркестър, съставен от 15 джаз, етно и класически музиканти, между които Михаил Йосифов, Вили Стоянов, Атанас Хаджиев, Ирина Стоянова, Милен Кукошаров, Михаил Живков, Никола Дамянов. През 2007 г. получава поредното си признание – номинация за Най-добър изпълнител на десетилетието от Музикалната телевизия MM.
През 2012 г. Стефан решава да събере отново в оригиналния ѝ състав старата си банда и под името „Обичайните заподозрени“ започват отново звукозаписна дейност („Хеликоптер“ и „Сняг над Сахара“) и изнасят повече от 25 концерта в клубове, зали и открити пространства. Кулминацията на участията им е концерт в зала 2 на НДК в София, записан и издаден през 2013 г. с името „Стефан Вълдобрев и Обичайните заподозрени: LIVE“. Успехът на концертния албум, въодушевлението на публиката и разпродадените концерти карат Вълдобрев да продължи с концертните изяви и с писането на музика.
През юни 2016 г. излиза албумът „10½“, който включва осем чисто нови песни, както и петте сингъла, записани в предходните години („Фойерверк“, „Бряг с цвят най-зелен“, „Хеликоптер“, „Сняг над Сахара“ и „Холивуд“).
Най-голямият хит от албума безспорно е песента „По-полека“, посветена според Вълдобрев на „това препускане, това състояние на повече, по-голямо, по-широко, по-велико, което е белег на последните 10-15 години и много ме притеснява, че не е човешко, не е нормално. Не е [посветена на] бягство, а просто коментар, че трябва да сме по-човечни“ . През 2017 г. „По-полека“ е избрана от слушателите на БГ Радио за най-обичаната българска песен за пътуване в класацията Топ 100 български песни за пътуване. А през декември 2020 г. – за песен на десетилетието на БГ Радио в класацията БГ ТОП 200 на десетилетието.
В годините до края на второто десетилетие на XXI век Стефан Вълдобрев и Обичайните заподозрени изнасят стотици концерти в България и чужбина, като най-емблематични са летните турнета, когато групата свири в клубове и барове край морето – в унисон със стиха „барът е до морето и морето е до бара“ от песента „По-полека“. През 2018 г. бандата посвещава лятното си турне на двайсетгодишнината от излизането на албума  „…към“, като самият албум е ремастериран и преиздаден. Същата година е представен и музикалният проект „По-полека Symphony”, в който хитовете на Стефан Вълдобрев и Обичайните заподозрени са изсвирени в нов аранжимент с участието на симфоничния оркестър на Пловдивската опера, дирижиран от Константин Добройков. Отново кулминацията на концертната дейност на групата са концерти в Националния дворец на културата в София – но този път в най-голямата зала 1 (през май 2018 г. и ноември 2019 г.). За концерните си изяви групата печели наградата на БГ Радио през 2020 г. за група на годината.
В периода излизат също синглите „Тази песен не е за любов“, „Самонедейменервиратака (Пикник)“ и коледната песен „Лепило за брада“. През 2018 г. режисьорът Камелия Петрова следва групата по време на лятното им турне и създава документалния филм „Лятото на Обичайните заподозрени“, представен година по-късно. Пред 2019 г. Младежки театър „Николай Бинев“  и Драматичен театър (Пловдив) поставят представлението „По-полека“, базирано на песни на Стефан Вълдобрев. Автори на постановката са Ваня Щерева и Стайко Мурджев, а режисьор е Владимир Люцканов.
През май 2020 г. Вълдобрев завършва книгата си „Книга за песните“, в която описва историята на създаването на текстовете на 41 свои песни – и която определя сам като „литературен албум от текстове, поезия и биографични истории“ . Той представя книгата си в над 30 български града, а тя е приета топло от публиката.
През лятото на 2021 г. излиза албумът „Жълт код“, в който са включени 12 песни, композирани от всеки един от Обичайните заподозрени. Към пет песни, композиции на всеки член от групата, са заснети и видеоклипове: „Там да сияе то“ (песен на Стефан Вълдобрев), „Играча на мача“ (песен на Веселин Веселинов-Еко), „И малко от есента“ (песен на Иван Лечев), „Венерианецът“ (песен на Мирослав Иванов) и „Дядо и ряпа“ (песен на Стоян Янкулов-Стунджи). Албумът има голям успех и през 2022 г. носи на групата втора награда от БГ радио за група на годината.
В края на 2023 г. Стефан Вълдобрев и Обичайните заподозрени обявяват, че работят по нов албум, който ще бъде готов през пролетта на 2024 г. Седем от новите песни са представени на голям коледен концерт, отново в зала 1 на НДК.

### Филмов режисьор
В периода 2006 – 2007 г. Вълдобрев заминава за Прага, където специализира кино-режисура в Чешката филмова академия ФАМУ. Там той създава няколко късометражни филма, включва се в уъркшопа на Милош Форман, посещава лекциите на Отакар Вавра и Яромир Шофр. През 2007 г. се дипломира с късометражния „Скрито“ – филм, който бележи началото на едно сътрудничество и приятелство с изявения млад мексикански оператор Антонио Риестра.
Когато се прибира в София, решава да започне работа върху документалния проект „Манчестър Юнайтед от Свищов“. Лентата, заснета от операторите Крум Родригес и Орлин Руевски, разказва за „странната човешка мечта да бъдеш кръстен на любимия си отбор и пренася зрителя в света на един строителен работник и колоритните му приятели, създавайки вълнуващ портрет на днешна България с нейните неспокойни, лутащи се хора, толкова разочаровани от своето ежедневие, че духом живеят или на друго място, или в друго време. Историята започва от Свищов, проследява битката на героя със системата, отвежда ни до стадион Олд Трафорд при неговия идол Димитър Бербатов и завършва на брега на Дунав, поставяйки въпроса за собствената ни идентичност, за това кои сме и какви искаме да бъдем“.
„Това е филм за Театъра на мечтите, който всички ние обитаваме. И ме радва мисълта, че именно в „Манчестър Юнайтед от Свищов“ Димитър Бербатов направи филмовия си дебют. Имайки предвид професионалния му интерес към киното, бих подпомогнал всякак една негова бъдеща актьорска кариера“, споделя Стефан Вълдобрев.
Първоначално стартиран от Станимир Трифонов и Филмова студия „Време“, проектът минава през доста трудности, преди да бъде финализиран успешно от продуцента Драгомир Керанов с подкрепата на Александър Врабевски и Десислав Дионисиев.
На 10 март 2011 г. филмът има своята официална премиера в програмата на София Филм Фест. Следва богат международен фестивален живот, две награди, множество номинации и участия в конкурса или официалната селекция на 21 престижни световни форума, между които ИДФА Амстердам, Хот Докс Торонто, Загреб Докс, Сараево Филм фест, Филмовият фестивал във Варшава, Пазарът на Кинофестивала в Кан.
През 2010 г. Вълдобрев получава покана от своя учител Тодор Колев да режисира сценичната и телевизионната версия на юбилейния му концерт „100 години Тодор Колев“ в Зала 1 на НДК.
По това време те започват работа и по съвместен игрален филмов проект, базиран върху трагикомичен разказ по действителен случай от 70-те години. Тодор Колев обаче умира преди сценарият да бъде финализиран и продукцията готова за снимки.

## Социална активност
Годината 1989, когато Стефан попада в Театралната академия е знакова за цяла Източна Европа. Току-що случилото се рухване на комунистическия режим в България не е достатъчно за гражданите и те настояват за истински и необратими демократични реформи. Вълдобрев става активна част от надигащото се студентско недоволство през следващите няколко години белязани от масови протести, улични барикади, бунтове и блокади на Парламента. През 1990 г. студентите организират Национална окупационна стачка, която принуждава избрания президент Петър Младенов да подаде оставка. На следващата година нова двумесечна окупационна стачка води до оставката на министър-председателя Андрей Луканов.
През 1998 г. Вълдобрев става част от комитета по организирането на първата визита на американски президент в България и взима участие в концерта за Бил Клинтън на пл. Александър Невски.
В нощта на 31 декември 2006 г. Вълдобрев е водещ на грандиозния осемдесетхиляден концерт на пл. Александър Батенберг, отбелязващ влизането на България в Европейския съюз.

## Личен живот
През 1996 г. се жени за Яна, която е юристка. С нея се познават отдавна и учат заедно в Езиковата гимназия в Стара Загора. През 1998 г. се ражда дъщеря им Мария. В лятото на същата година Стефан преживява много тежка автомобилна катастрофа, която почти му коства живота и го оставя обездвижен за дълъг период от време.

## Филмография

### Актьор
| Година | Филм                                      | Роля                    | Бележки |
| ------ | ----------------------------------------- | ----------------------- | --- |
| 1995   | Големанов                                 |                         | телевизионен филм |
| 1996   | Зелен таралеж                             |                         | телевизионен филм |
| 1997   | Тайнственият спътник                      | Шварц                   | телевизионен филм |
| 1999   | Кървав спорт IV                           | Джилс                   | игрален филм |
| 2002   | Подгряване на вчерашния обед              | Попадамчев              | игрален филм |
| 2003   | Среща                                     | Журналистът             | телевизионен филм |
| 2003   | Pas de Trois                              | Любовникът              | късометражен филм |
| 2004   | Изпепеляване                              | доктор Енрико Корса     | игрален филм Награда за най-добър актьор – Национален филмов фестивал „Златна роза“ |
| 2007   | Размени                                   | Митко                   | игрален филм Номинация за най-добър екип – Фестивал за независими филми в Лос Анджелис |
| 2008   | Бягство към свободата – Авиаторът         | Беглецът                | телевизионен филм |
| 2008   | Светът е голям и спасение дебне отвсякъде | Стоян                   | игрален филм Шортлист за „Най-добър чуждоезичен филм“ на Американската филмова академия „Оскар“. |
| 2010   | Убий ме отново                            | Съпругът                | късометражен филм |
| 2010   | Стъклената река                           | Отец Петър              | игрален филм |
| 2011   | Миграцията на паламуда                    | Симо                    | игрален филм |
| 2013   | Недадените                                | Буко Леви               | телевизионен сериал |
| 2014   | Паркинг                                   | Шофьорът                | късометражен филм Награда за най-добър късометражен филм от Българската филмова академия |
| 2014   | Потъването на Созопол                     | Док                     | игрален филм Номинация за поддържаша мъжка роля Prague Independent Film Festival, Прага Извънредна награда за Най-добър актьорски ансамбъл – Филмов Фестивал Милано, Италия Награда за най-добър чуждестранен филм – Международен филмов фестивал Ню Йорк, САЩ      |
| 2016   | Тя, която маха от влака                   | Селянинът               | късометражен филм |
| 2018   | Далеч от брега                            | Тапата                  | игрален филм Награда за поддържаща роля в чуждоезичен филм FUSION Film Fest, Валенсия Награда за поддържаща мъжка роля South Film and Arts Academy Festival, Чили Номинация за поддържаща мъжка роля в чуждоезичен филм Antwerp International Film Festival, Белгия |
| 2019   | Непознати                                 |                         | късометражен филм |
| 2019   | Доза щастие                               | Мъж в инвалидна количка | игрален филм |
| 2024   | Алфа                                      | Максим Ръсин            | телевизионен сериал |

### Композитор
| Година      | Филм                                      | Бележки                                                                  |
| ----------- | ----------------------------------------- | ------------------------------------------------------------------------ |
| 1994        | Измислици-Премислици                      | телевизионен сериал                                                      |
| 1996        | Синдбад                                   | игрален филм                                                             |
| 1996        | Зелен таралеж                             | телевизионен филм                                                        |
| 1997        | Гнездото                                  | телевизионен филм                                                        |
| 1997        | Хубав живот                               | игрален филм                                                             |
| 2000        | Пансион за кучета                         | игрален филм Награда за дебют – Национален филмов фестивал „Златна роза“ |
| 2001        | Сламено сираче                            | телевизионен филм                                                        |
| 2002 – 2003 | Камера! Завеса!                           | телевизионен сериал                                                      |
| 2003        | Азбука на надеждата                       | документален филм                                                        |
| 2003        | Кратки истории                            | документален филм                                                        |
| 2004        | Къщата                                    | телевизионен филм                                                        |
| 2008        | Мънисто                                   | игрален филм                                                             |
| 2008        | Огън и вода                               | телевизионен филм                                                        |
| 2008        | Светът е голям и спасение дебне отвсякъде | игрален филм                                                             |
| 2010        | Сънувам старци                            | документален филм                                                        |
| 2010        | Убийство по чешки                         | документален филм                                                        |
| 2011        | Манчестър Юнайтед от Свищов               | документален филм                                                        |
| 2011        | Можеш ли да говориш?                      | късометражен филм                                                        |
| 2011        | Шоково състояние                          | игрален филм                                                             |
| 2012        | Любов в гробницата                        | документален филм                                                        |
| 2013        | Историята на господин Ласка               | документален филм                                                        |
| 2013        | Недадените                                | телевизионен сериал                                                      |
| 2014        | Съдилището                                | игрален филм                                                             |
| 2019        | Денят на бащата                           | телевизионен сериал                                                      |
| 2021        | Съдбата на скитника                       | документален филм                                                        |

### Режисьор
| Година | Филм                        | Бележки |
| ------ | --------------------------- | --- |
| 2002   | Хромозоми                   | музикален видеоклип |
| 2006   | Хана                        | късометражен филм |
| 2007   | Скрито                      | късометражен филм |
| 2009   | 100 години Тодор Колев      | телевизионен филм |
| 2011   | Манчестър Юнайтед от Свищов | документален филм Специална награда – Филмов фестивал в Алмати, Казахстан Награда за най-добър филм-портрет – Филмов фестивал в Минск, Беларус Номинация за най-добър документален филм – Филмов фестивал Загреб Докс Номинация за най-добър документален филм – Филмов фестивал във Варшава, Полша |
| 2012   | Хеликоптер                  | музикален видеоклип |

### Продуцент
| 2011 | Манчестър Юнайтед от Свищов      | документален филм Специална награда – Филмов фестивал в Алмати, Казахстан Награда за най-добър филм-портрет – Филмов фестивал в Минск, Беларус Номинация за най-добър документален филм – Филмов фестивал Загреб Докс Номинация за най-добър документален филм – Филмов фестивал във Варшава, Полша |
| 2019 | Лятото на Обичайните заподозрени | документален филм |

## Театър

### Актьор
| Година | Пиеса                       | Театър                                                                          | Бележки                                     |
| ------ | --------------------------- | ------------------------------------------------------------------------------- | ------------------------------------------- |
| 1992   | Градът на ангелите          | НАТФИЗ                                                                          |                                             |
| 1993   | Дванадесета нощ             | Младежки театър                                                                 |                                             |
| 1993   | Черна дупка                 | НАТФИЗ                                                                          | Награда А’Аскеер за дебютен спектакъл       |
| 1994   | Агамемнон                   | Национален дворец на културата                                                  |                                             |
| 1994   | Войцек                      | Театър „Българска армия“                                                        |                                             |
| 1995   | Опит за летене              | Театър „Българска армия“                                                        |                                             |
| 1997   | Много шум за нищо           | Театър „Българска армия“                                                        |                                             |
| 1997   | Майстора и Маргарита        | Театър „Българска армия“                                                        |                                             |
| 1998   | Една любов на Жуан          | Сатиричен театър                                                                |                                             |
| 1999   | И ни дай сенките            | Театър „Българска армия“                                                        |                                             |
| 2000   | Предградие                  | Театър „Българска армия“                                                        |                                             |
| 2001   | Хоровод                     | Театър „Българска армия“                                                        |                                             |
| 2001   | Комедия на слугите          | Театър „Българска армия“                                                        |                                             |
| 2002   | Евридика                    | Театър „Българска армия“                                                        |                                             |
| 2002   | Финале гранде               | Театър „Българска армия“                                                        |                                             |
| 2003   | Метеор                      | Театър „Българска армия“                                                        |                                             |
| 2004   | Фантасмагории               | Театър „Българска армия“                                                        |                                             |
| 2005   | Братя Карамазови            | Драматичен театър Пловдив                                                       |                                             |
| 2007   | Малка пиеса за детска стая  | Театър 199                                                                      |                                             |
| 2008   | Хамлетмашината              | Театър „Българска армия“ Theater Rampe Stuttgart Theatre National du Luxembourg |                                             |
| 2009   | Приятнострашно              | Театър 199                                                                      | Награда А’Аскеер за най-добро представление |
| 2011   | Син портокал                | Театър 199                                                                      |                                             |
| 2013   | Хората от Оз                | Театър 199                                                                      |                                             |
| 2017   | Момчето от последния чин    | Драматичен театър - Пловдив                                                     |                                             |
| 2017   | Тектоника на чувствата      | Драматичен театър „Стефан Киров“                                                |                                             |
| 2019   | Евита                       | Държавна опера Пловдив                                                          |                                             |
| 2022   | Частици жена                | Народен театър „Иван Вазов“                                                     |                                             |
| 2022   | С гръб към залеза           | Театър „Сълза и смях"                                                           |                                             |
| 2024   | Честит рожден ден, Цветана! | Младежки театър „Николай Бинев“                                                 |                                             |

### Композитор
| Година | Пиеса                                              | Театър                                      | Бележки                                 |
| ------ | -------------------------------------------------- | ------------------------------------------- | --------------------------------------- |
| 1992   | Градът на ангелите                                 | НАТФИЗ                                      |                                         |
| 1992   | Чехов-ревю                                         | Младежки театър                             |                                         |
| 1993   | Дванадесета нощ                                    | Младежки театър                             | Номинация А’Аскеер за оригинална музика |
| 1993   | Черна дупка                                        | НАТФИЗ                                      |                                         |
| 1994   | Падането на Икар                                   | Сфумато                                     |                                         |
| 1994   | Персифедрон                                        | Театър „Българска армия“                    |                                         |
| 1995   | Лоренцачо                                          | Национален театър Битоля                    |                                         |
| 1996   | Лонг плей                                          | Сатиричен театър                            |                                         |
| 1997   | Много шум за нищо                                  | Театър „Българска армия“                    |                                         |
| 1998   | Една любов на Жуан                                 | Сатиричен театър                            |                                         |
| 1998   | Хенрих IV                                          | Театър „Българска армия“                    |                                         |
| 1999   | И ни дай сенките                                   | Театър „Българска армия“                    |                                         |
| 1999   | Буре барут                                         | Театър „Българска армия“                    |                                         |
| 2000   | Троил и Кресида                                    | Театър „Българска армия“                    |                                         |
| 2000   | Средиземноморци                                    | Сатиричен театър                            |                                         |
| 2000   | Хероините                                          | Драматичен театър Варна                     |                                         |
| 2002   | Финале гранде                                      | Театър „Българска армия“                    |                                         |
| 2003   | Буре барут                                         | Московски драматичен театър                 |                                         |
| 2003   | Криворазбраната цивилизация                        | Драматично-куклен театър „Васил Друмев“     |                                         |
| 2003   | Метеор                                             | Театър „Българска армия“                    |                                         |
| 2003   | Нощта преди горите                                 | Театър „София“                              |                                         |
| 2003   | Четвъртата сестра                                  | Театър „Българска армия“                    |                                         |
| 2005   | Почивен ден                                        | Народен театър „Иван Вазов“                 |                                         |
| 2005   | Фигури при влюбен поет                             | Сфумато                                     | Награда Икар за оригинална музика       |
| 2005   | Без контрол                                        | Театър „Българска армия“                    |                                         |
| 2005   | Януари                                             | Младежки театър                             |                                         |
| 2006   | Трамвай Желание                                    | Театър „Българска армия“                    |                                         |
| 2006   | Змей                                               | Драматично-куклен театър „Васил Друмев“     |                                         |
| 2006   | Комедия от грешки                                  | Театър „Българска армия“                    |                                         |
| 2006   | Госпожа Министершата                               | Divadlo Disk                                |                                         |
| 2007   | Мнимият болен                                      | Klicperovo divadlo                          |                                         |
| 2008   | Госпожа Министершата                               | Mestske divadlo Most                        |                                         |
| 2008   | Много шум за нищо                                  | Национален театър Битоля                    |                                         |
| 2011   | Работно време                                      | Народен театър „Иван Вазов“                 |                                         |
| 2019   | По-полека – Спектакъл по песни на Стефан Вълдобрев | Драматичен театър - Пловдив Младежки театър |                                         |

## Дискография

### Албуми
| Година | Албум                                           | Бележки |
| ------ | ----------------------------------------------- | --- |
| 1994   | О-о-обичам те, мила!                            | |
| 1995   | Една нощ в театъра                              | |
| 1996   | Революция                                       | |
| 1998   | …към                                            | Награда на Телевизия MM за най-добър албум Награда на Телевизия MM за най-добър изпълнител 1998 Награда на Телевизия MM за най-добър изпълнител 1999 2018 – ремастериран и преиздаден като ...към (юбилейно ремастерирано издание) |
| 2000   | Пансион за кучета                               | саундтрак |
| 2001   | Пропаганда, хромозоми, силикон                  | Номинация на БГ радио за най-добър изпълнител Номинация на Телевизия MM за най-добър рок/алтернативен албум |
| 2003   | Opus Theatrale                                  | |
| 2006   | Opus Theatrale 2                                | |
| 2008   | Светът е голям и спасение дебне отвсякъде       | саундтрак |
| 2013   | Стефан Вълдобрев и Обичайните заподозрени: LIVE | концертен албум |
| 2016   | 10½                                             | Номинация на БГ радио за най-добър албум Номинация на БГ радио за най-добра група 2018 Номинация на БГ радио за най-добра група 2019 Награда на БГ радио за най-добра група 2020                                                   |
| 2021   | Жълт код                                        | Награда на БГ радио за най-добра група 2022 Номинация на БГ радио за най-добър албум 2022 Номинация на БГ радио за най-добра група 2024                                                                                            |
| 2024   | !УДИВИТЕЛНИ ВЪПРОСИТЕЛНИ?                       | Награда на БГ радио за най-добра група 2025 Номинация на БГ радио за най-добър албум 2025 |

### Видеоклипове и музикални филми
| Година | Клип/филм                        | Бележки |
| ------ | -------------------------------- | --- |
| 1994   | О-о-обичам те, мила!             | |
| 1994   | Алиса реге                       | |
| 1995   | Работа                           | |
| 1996   | Ивана                            | |
| 1997   | Рай                              | |
| 1998   | Едно                             | |
| 1998   | …към                             | |
| 1999   | Вълк                             | |
| 1999   | Да                               | |
| 1999   | Корем на пингвин                 | музикален филм Режисьор: Тодор Мацанов                                                                                              |
| 2000   | Аз ли съм или не съм?            | с Арабел Караян и Инфинити |
| 2001   | Пропаганда                       | |
| 2001   | Силикон                          | |
| 2002   | ЕксплоАдирам                     | |
| 2002   | Хромозоми                        | |
| 2006   | Фойерверк                        | |
| 2009   | Backgammon Dice                  | с The Festival Band |
| 2012   | Хеликоптер                       | |
| 2014   | Сняг над Сахара                  | Режисьор: Атанас Христосков, Светослав Драганов                                                                                     |
| 2015   | Холивуд                          | с Обичайните заподозрени Режисьор: Петър Вълчев                                                                                     |
| 2016   | Светът е Берое                   | с Обичайните заподозрени, Поли Генова, Станимир Гъмов, Ваня Джаферович и фенове Песен за 100-годишния юбилей на Футболен клуб Берое |
| 2016   | По-полека                        | с Обичайните заподозрени Режисьор: Явор Веселинов                                                                                   |
| 2017   | Тази песен не е за любов         | с Обичайните заподозрени Режисьор: Ивайло Минов                                                                                     |
| 2017   | Самонедейменервиратака (Пикник)  | с Обичайните заподозрени Режисьор: Камелия П.Петрова                                                                                |
| 2018   | Ето така                         | с Обичайните заподозрени Режисьор: Яна Титова                                                                                       |
| 2019   | Лятото на Обичайните заподозрени | музикален филм Режисьор: Камелия П.Петрова                                                                                          |
| 2020   | Карай напред                     | с Обичайните заподозрени Режисьор: Полина Герасимова                                                                                |
| 2022   | Там да сияе то                   | с Обичайните заподозрени Режисьор: Теодора-Косара Попова                                                                            |
| 2022   | Играча на мача                   | с Обичайните заподозрени Режисьор: Теодора-Косара Попова                                                                            |
| 2023   | И малко от есента                | с Обичайните заподозрени Режисьор: Николай Урумов                                                                                   |
| 2023   | Венерианецът                     | с Обичайните заподозрени Режисьор: Васил Стефанов/Стефка Николова                                                                   |
| 2023   | Дядо и ряпа                      | с Обичайните заподозрени Режисьор: Борис Вартанян                                                                                   |
| 2024   | Заедно сами                      | с Обичайните заподозрени Режисьор: Ник Барулов                                                                                      |
| 2024   | Въпроси                          | с Обичайните заподозрени Режисьор: Ник Барулов                                                                                      |
| 2024   | Черно-бяло Черно море            | с Обичайните заподозрени Режисьор: Васил Стефанов/Стефка Николова                                                                   |
| 2025   | Хартиени лодки                   | с Обичайните заподозрени, Христина Нейкова Режисьор: Крис Захариев                                                                  |
| 2025   | Оцет ли пи, лимон ли яде         | с Обичайните заподозрени Режисьор: Калина Димитрова, Алекса Траянова Анимация: Нели Иванова, Калина Димитрова, Алекса Траянова      |

### Турнета
| Година | Турне                                                             | Бележки |
| ------ | ----------------------------------------------------------------- | ------- |
| 1996   | Турнето „Революция“                                               |         |
| 1999   | Турнето „…към“                                                    |         |
| 2000   | Mason's Tour                                                      |         |
| 2012   | Турнето с Обичайните заподозрени                                  |         |
| 2017   | Барът е до морето и морето е до бара: Лятно турне 2017            |         |
| 2017   | Европейско турне 2017                                             |         |
| 2018   | 20 години ...Към                                                  |         |
| 2018   | По-полека Symphony                                                |         |
| 2018   | По-полека Symphony Коледно турне                                  |         |
| 2019   | Европейско турне 2019                                             |         |
| 2019   | Пет летни концерта без да броим зимния                            |         |
| 2021   | Нови песни. Нов албум. Национално лятно турне 2021                |         |
| 2024   | Лятно турне 2024. Представяне на албум !УДИВИТЕЛНИ ВЪПРОСТИТЕЛНИ? |         |